# Mizofobia
Mizofobia – fobia często nazywana germofobią, bakcylofobią lub bakteriofobią, polegająca na unikaniu zanieczyszczenia, zabrudzenia, czasami również zakażenia się, często towarzyszą jej natręctwa (np. kompulsywne mycie rąk). Pojęcie zostało wprowadzone w 1879 przez Williama A. Hammonda.